# サウンドトラベル
サウンドトラベルは、2002年10月から2013年3月29日まで、ニッポン放送をキーステーションにNRN系列全国ネットで放送されていた創価学会単独提供の音楽・紀行番組。
番組開始から2008年3月までは、ナイターオフ期間（年度下半期：10月～3月）に月～金曜日の10分番組、ナイターイン期間（年度上半期：4月～9月）に週1回の30分番組として放送していたが、2008年4月以降は、通年で月 - 金曜日に10分間放送されていた。ただし、放送時間は放送局によって大きく異なっていた。また、福岡県では、NRN単独ネット局の九州朝日放送ではなくJRN単独ネット局のRKB毎日放送で放送していた。

## 概要
日本各地・世界各地から、毎週1つの名所を取り上げたうえで、歴史・文化・名産品などを紹介。紹介のたびに、その名所にちなんだ楽曲を流したうえで、エンディングで曲名を紹介していた。
初代のパーソナリティは、声優の佐久間なつみ。2004年4月から番組終了までは、元・フジテレビアナウンサーでフリーアナウンサーの城ヶ崎祐子がパーソナリティを務めた。
東日本大震災発生直後の2011年3月14日・15日には、ニッポン放送と一部のネット局で放送を休止。同年5月6日放送分までは、震災の影響で創価学会が提供を自粛したため、番組内のCMをACジャパンに差し替えた。
2013年3月29日（金曜日）の放送で終了。同月18日（月曜日）から最終放送までの10回については、「サウンドトラベル10年間の旅」というテーマの下に、過去10年間に紹介した名所のダイジェストを1回につき1年分紹介していた。
なお、ニッポン放送では2013年4月1日（月曜日）から、当番組の放送枠を引き継ぎ、創価学会の単独提供も引き継いだ『スポーツ伝説』の放送を開始。当番組のネット局の大半でも、同様の編成で対応していた。

## 各局の放送時間

### 番組終了時点（2012年度ナイターオフ編成）
いずれも月～金曜日に放送。
- 11:50～11:58…IBC岩手放送
- 12:20～12:30…北日本放送
- 16:20～16:30…山口放送
- 17:47～17:55…中国放送
- 20:50～21:00…ラジオ福島、和歌山放送、熊本放送
- 21:40～21:48…山梨放送
- 21:45～21:52…新潟放送
- 21:50～21:57or21:58or22:00…ニッポン放送、STVラジオ、青森放送、秋田放送、山形放送、信越放送、北陸放送、福井放送、静岡放送、東海ラジオ放送、朝日放送[1]、和歌山放送、山陰放送、四国放送[2]、西日本放送[2]、南海放送[2]、高知放送[2]、長崎放送、大分放送、宮崎放送
- 21:52～22:00…南日本放送、ラジオ沖縄
- 22:52～23:00…山陽放送
- 23:35～23:43…東北放送
- 23:50～23:58…RKB毎日放送